# Nowosiółki (sielsowiet Wawiórka)
Nowosiółki (biał. Навасёлкі, Nawasiołki; ros. Новосёлки, Nowosiołki) – wieś na Białorusi, w obwodzie grodzieńskim, w rejonie lidzkim, w sielsowiecie Wawiórka, nad Dzitwą.
Współcześnie w skład wsi wchodzi także dawny zaścianek Mancewszczyzna.

## Historia
W XIX i w początkach XX w. położone były w Rosji, w guberni wileńskiej, w powiecie lidzkim, w gminie Myto.
W dwudziestoleciu międzywojennym leżały w Polsce, w województwie nowogródzkim, w powiecie lidzkim, w gminie Myto/Wawiórka. W 1921 wieś Nowosiółki liczyła 339 mieszkańców, zamieszkałych w 55 budynkach, wyłącznie Białorusinów. 237 mieszkańców było wyznania prawosławnego i 102 rzymskokatolickiego. Zaścianek Mancewszczyzna liczył 14 mieszkańców, zamieszkałych w 2 budynkach, w tym 8 Polaków i 6 Białorusinów. Wszyscy mieszkańcy Mancewszczyzny byli wyznania prawosławnego.
Po II wojnie światowej w granicach Związku Sowieckiego. Od 1991 w niepodległej Białorusi.